# عازل

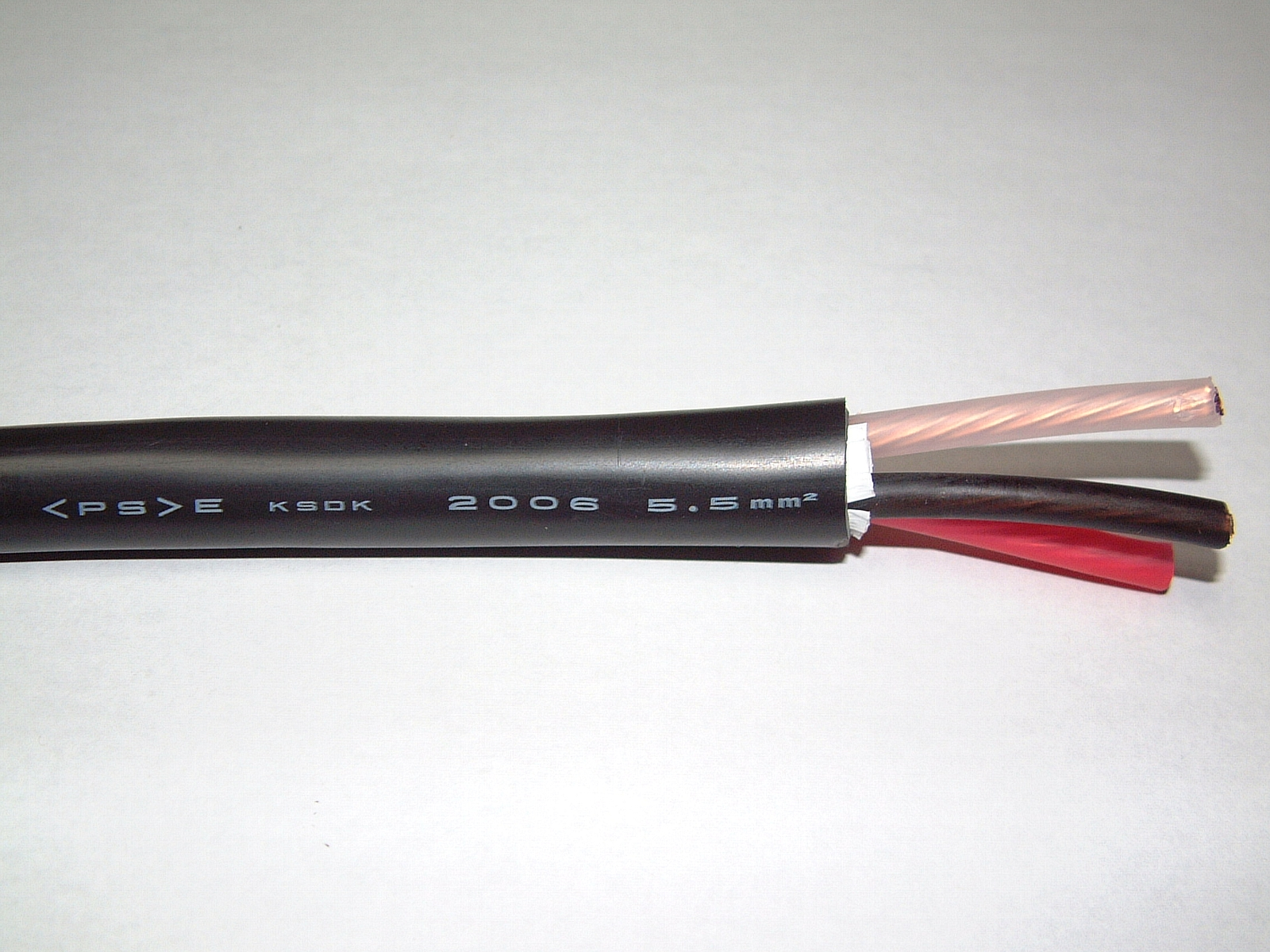
كبل طاقة من أسلاك نحاسية ثلاثي النواة، كل قلب سلكي به أغلفة عازلة فردية مُميزة بالألوان، مجموعة داخل غلاف واقي خارجي.

العازل الكهربائي هي مادة تقاوم تدفق التيار الكهربائي. المادة العازلة لها ذرات مع إلكترون تكافؤ مرتبط. تستخدم هذه المواد في أجزاء من الأدوات الكهربائية، وتهدف إلى دعم أو فصل الموصلات الكهربائية من دون أن يمر من خلالها التيار. بعض المواد مثل الزجاج، الورق، التيفلون تعد عوازل جيدة جداً. كما أن عدداً أكبر من المواد مثل المركبات الكيميائية الشبيهة بالمطاط ومعظم اللدائن تعد أيضاً عوازل لا بأس بها، فبإمكانها العزل في الأسلاك الكهربائية، على الرغم من أنها قد تحتوي على مقاومة أضعف. هذه المواد بإمكانها أن تستخدم كعوازل عملية وآمنة للفولتيات الضعيفة أو المعتدلة.

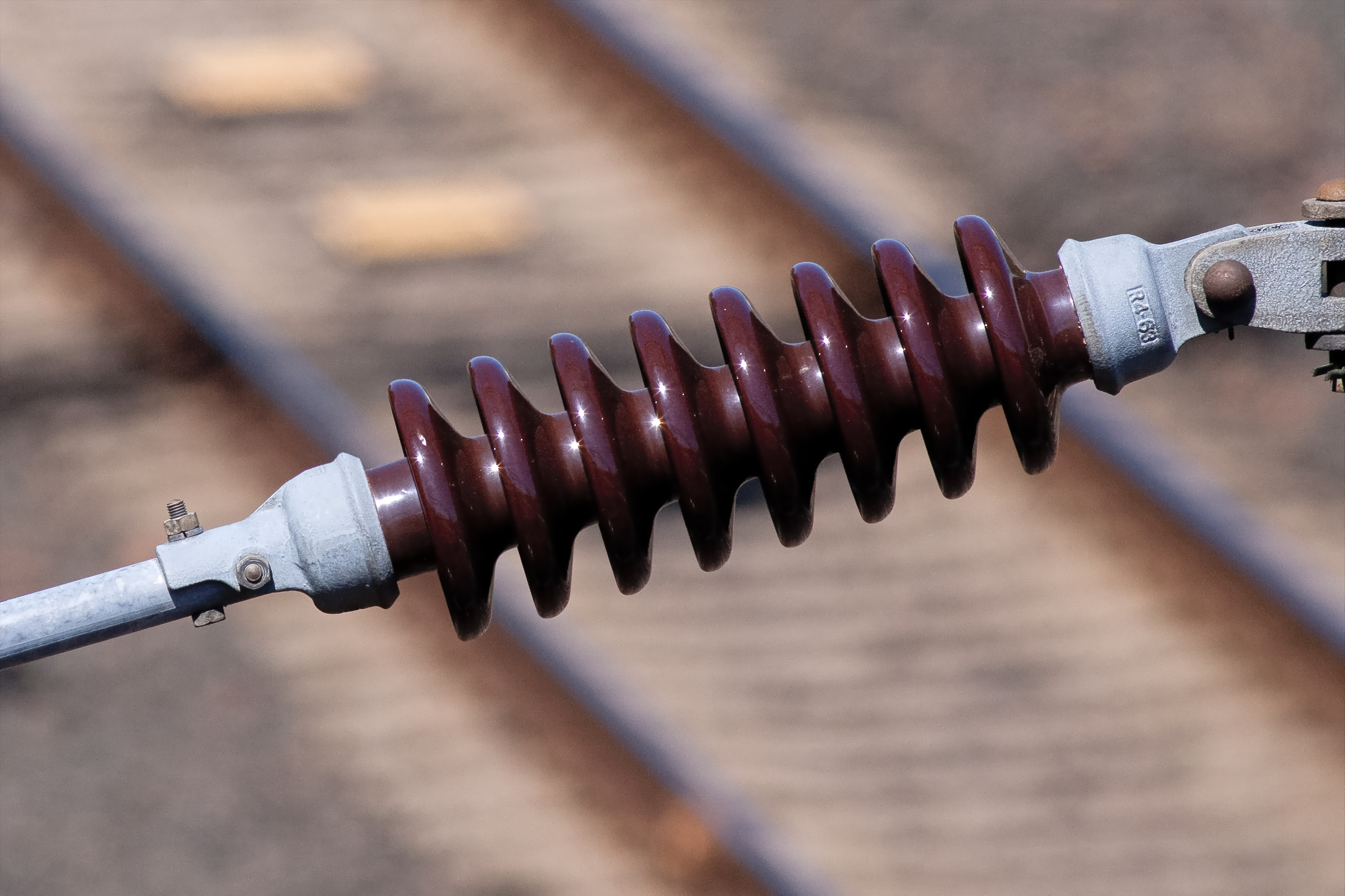
عازل سيراميكي يستخدم في السكك الحديدية الكهربائية بجهد متردد 25 كيلو فولت

العازل المثالي لا يتواجد، لأن العوازل تحتوي على أعداد صغيرة من الشحنات المتنقلة (حامل الشحنة) حيث يمكنه ان يحمل التيار . وبالإضافة إلى ذلك، فإن كل العوازل تصبح جيدة التوصيل للكهرباء عندما تتعرض لجهد كهربائي عالي وبالتالي تتحرك الإلكترونات مبتعدة عن الذرات . وهذا يطلق عليه جهد الكسر للعازل .بعض المواد مثل الزجاج , الورق والتفلون والذي يحتوي على مقاومة عالية، يتم اعتبارهم عوازل كهربائية جيدة جدا. وهناك فئة أكبر بكثير من المواد، على الرغم من أنها قد تكون أقل مقاومة ، إلا أنها لا تزال جيدة بما فيه الكفاية لمنع التيار الكبير من التدفق في الفولتية المستخدمة عادة، وبالتالي يعملون كعازل للأسلاك و الكابلات الكهربائية. ومن الأمثلة على ذلك المطاط كالبوليمرات ومعظم المواد البلاستيكية .
تستخدم العوازل في المعدات الكهربائية لدعم و عزل الموصلات الكهربائية بدون السماح لمرور التيار الكهربائي خلالهم. و المادة العازلة هي التي تستخدم بكميات كبيرة للف الأسلاك الكهربائية أو أي معدة أخرى تسمى العزل . وتستخدم كلمة العازل أيضا للإشارة إلى العوازل المساعدة التي تستخدم في خطوط نقل وتوزيع الطاقة الكهربائية والتي تتصل بأبراج النقل . كما أنها تدعم وزن الأسلاك المعلقة دون السماح لتدفق التيار من خلال البرج إلى الأرض.

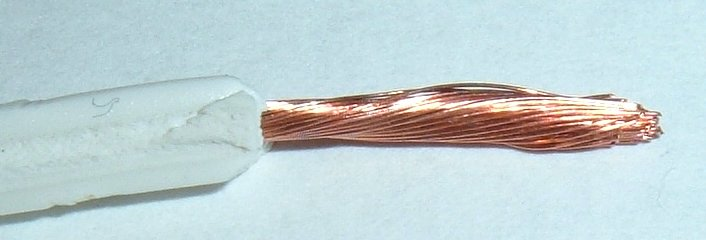
موصل نحاسي معزول طبقته الخارجية من البولي إيثيلين

## فيزياء التوصيل في المواد الصلبة
العزل الكهربائي هو مرادف لغياب التوصيلية الكهربائية . نظرية النطاق الإلكتروني (فرع في الفيزياء) تقول بأن الشحنة تتدفق إذا كانت الظروف متاحة لإثارة الإلكترونات . وهذا يمنح الإلكترونات الطاقة وبالتالي الحركة داخل الموصل مثل أي معدن. وإذا كانت الظروف غير متاحة، فإن المادة تصبح عازلة .
معظم العوازل تحتوي على فجوة نطاق كبيرة. وهذا يحدث بسبب نطاق التكافؤ المحتوي على أعلى طاقة للإلكترونات , وينفصل النطاق عن النطاق الذي يليه بواسطة فجوة طاقة كبيرة. وهناك دائما بعض الجهد الكهربائي ( يسمى جهد الكسر ) والذي يعطى للإلكترونات طاقة كافية لتثار داخل هذا النطاق. وبمجرد تجاوز الجهد الحد المسموح لإن المادة تتوقف عن كونها عازل وتسمح للشحنة بالمرور خلالها. ويرافق ذلك عادة بعض التغيرات الفيزيائية والكيميائية التي تؤدي إلى تدهور خصائص عزل المواد بشكل دائم.
المواد التي تفتقر للتوصيل الكهربائي هي عوازل حيث تفتقر أيضا للشحنات المتنقلة. على سبيل المثال، إذا احتوى سائل أو غاز على أيونات، فإن الأيونات تتدفق كتيار كهربائي , وتصبح المادة موصل . تحتوي البلازما واللإلكتروليت على أيونات وبالتالي تتصرف كمواد موصلة بغض النظر عن تدفق الإلكترونات أم لا.

## جهد الكسر

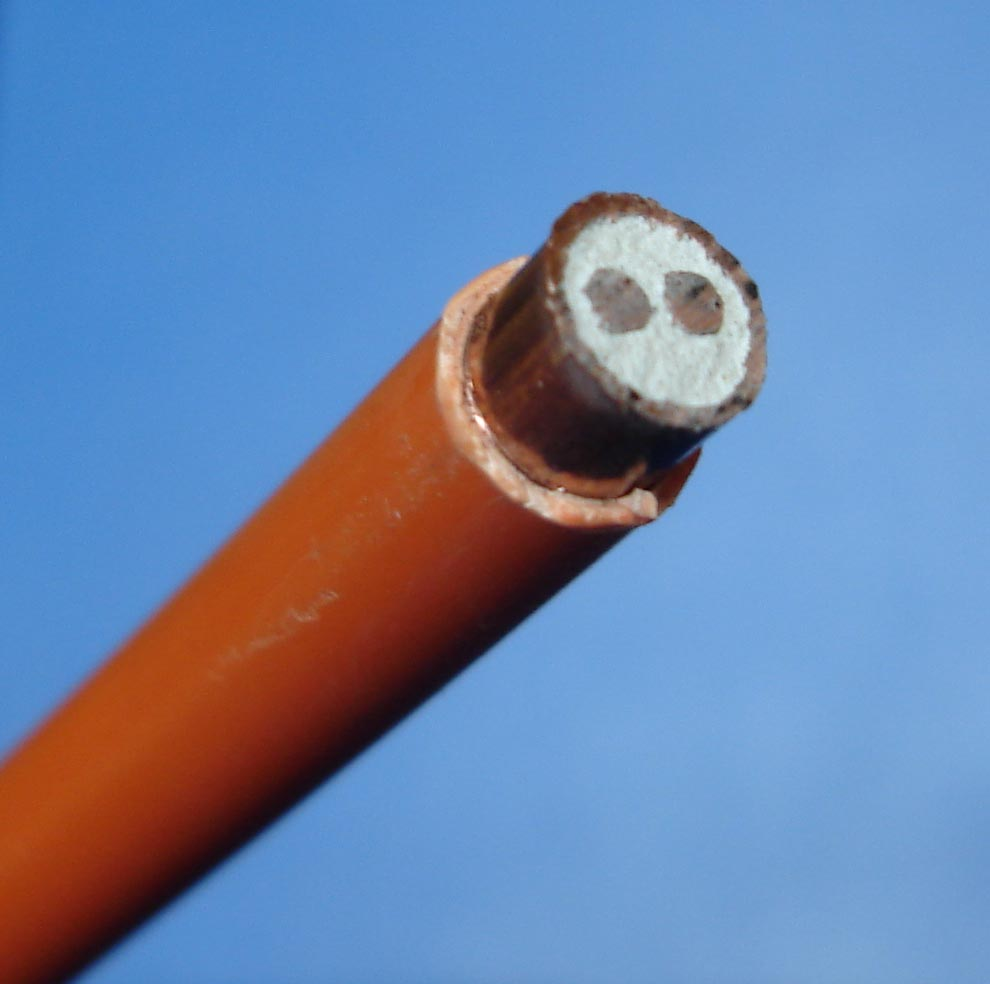
كابل نحاسي معزول من مادة بولي كلوريد الفينيل ويحتوي على محورين توصيل

عند التعرض لجهد عالي كاف، فإن العوازل تعاني من ظاهرة الكسر الكهربائي . عندما يتجاوز المجال الكهربائي الموجود بمادة عازلة في أي مكان بها مجال الكسر الأدنى، فإن العازل يتحول بطريقة مفاجئة إلى موصل، مسببا زيادة كبيرة في التيار , وقوس كهربائي خلال المادة. يحدث الكسر الكهربائي عندما يكون المجال الكهربائي داخل المادة قوي كفاية لتسريع حاملات الشحنات الحرة (إلكترونات وأيونات والتي دائما تكون بتركيزات منخفضة ) لسرعة عالية كفاية لضرب الإلكترونات من الذرات وتأيين الذرات . وهذه الإلكترونات والأيونات تقوم بضرب الذرات , وخلق حاملات شحنات أكثر، في التفاعل المتسلسل . وبسرعة يصبح العازل مملوء بعدد كبير من حاملات الشحنة , وتصبح المقاومة ذات قيمة منخفضة. في المواد الصلبة , يتناسب جهد الكسر طرديا مع طاقة فجوة النطاق. الهواء في المنطقة حول الموصل ذا الجهد العالي يستطيع أن ينكسر ويتأين بدون الحاجة إلى زيادة التيار , ويطلق على ذلك تفريغ الكورونا. ولكن إذا امتدت منطقة كسر الهواء إلى موصل آخر بجهد مختلف فإنها تقوم بإنشاء ممر توصيلي بينهم، ويتدفق تيار كهربائي كبير خلال الهواء , محدثا قوس كهربائي . حتى الفراغ يمكن أن يعاني من نوع من الكسر , ولكن في هذه الحالة فإن الكسر أو قوس الفراغ يشمل طرد الشحنات من سطح الأقطاب المعدنية بدلا من التي ينتجها الفراغ نفسه. في حالة بعض العوازل ، يمكن أن يحدث التوصيل تحت درجة حرارة عالية جدا في ذلك الحين الطاقة التي حصلت عليها إلكترونات التكافؤ كافية لنقلهم إلى نطاق التوصيل.

## الإستخدامات

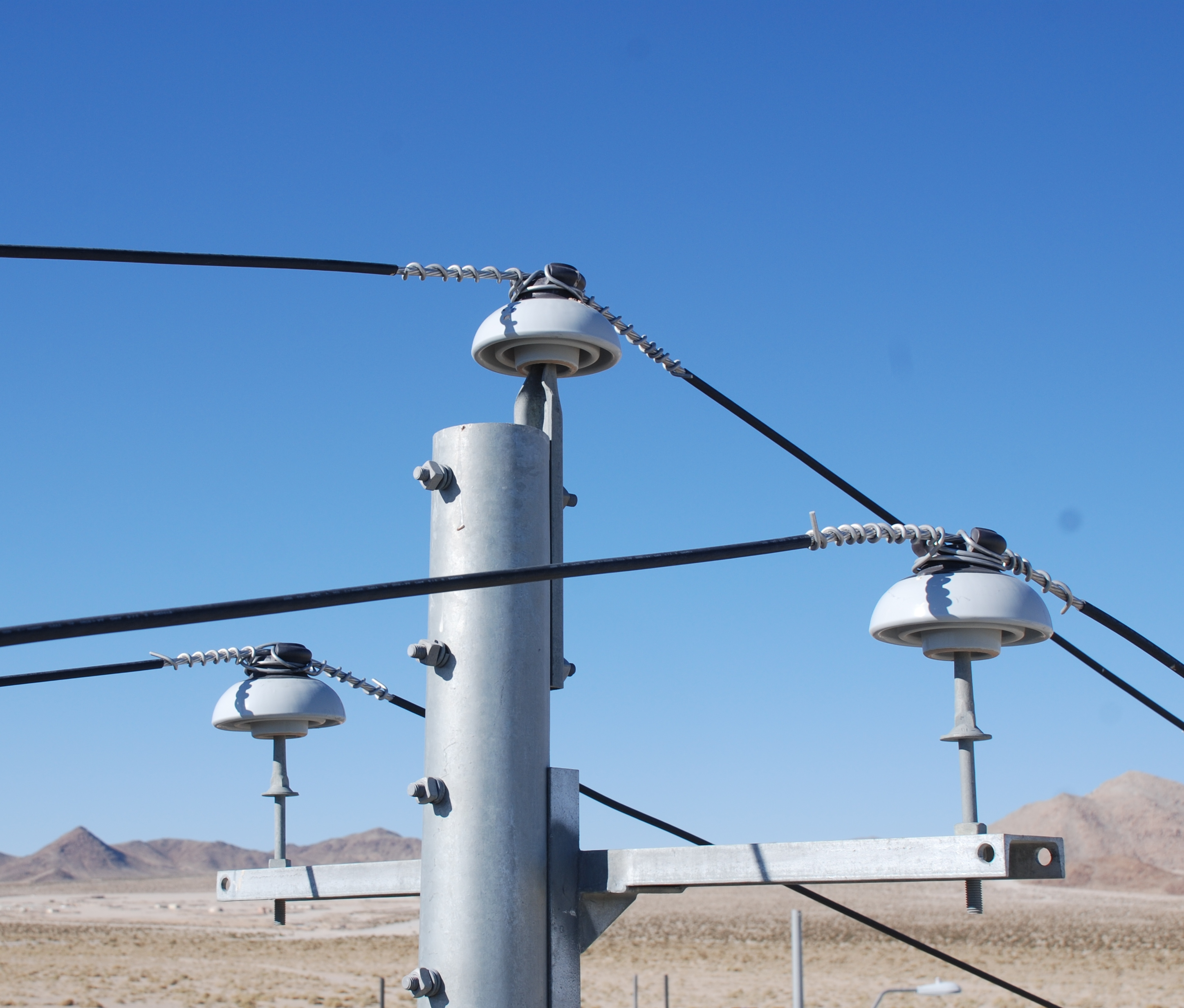
خطوط كهرباء بعوازل سيراميكية في ولاية كاليفورنيا بأمريكا

غالبا ما تكون هناك طبقة طلاء مرنة جدا من عازل ما على الأسلاك الكهربائية والكابلات، وهذا ما يسمى سلك معزول . وحيث أن الهواء عازل، فمن حيث المبدأ ليس هناك حاجة إلى مادة أخرى للحفاظ على الطاقة كما هي. خطوط الكهرباء عالية الجهد عادة ما تستخدم الهواء فقط، حيث أن طلاء المواد الصلبة (مثل البلاستيك) غير عملي. ومع ذلك، الأسلاك التي تلامس بعضها البعض تنتج توصيلات متقاطعة , دوائر قصر و مخاطر الحرائق. في الكابل المحوري , مركز الموصل يجب أن يكون مدعوم بالضبط في منتصفه لمنع حدوث انعكاس الموجات. وأخيرا , الأسلاك التي تحمل جهد كهربائي أعلى من 60 فولت يمكن أن تسبب صدمة كهربائية للإنسان ومخاطر توصيلية أخرى. طلاء العوازل يساعد في منع كل هذه المشاكل.
بعض الأسلاك يكون لها غطاء ميكانيكي بدون تصنيف للجهد , مثل اللحام , جرس الباب وسلك ترموستات. السلك أو الكابل المعزول يكون لديه تصنيف للجهد وحد أقصى لدرجة حرارة موصل . وقد لا تحتوي على تصنيف سعة نقل التيار , حيث أن هذا يعتمد على البيئة المحيطة (درجة الحرارة المحيطة) .
في أنظمة الإلكترونيات , تصنع لو حة الدارات المطبوعة من البلاستيك أو الألياف الزجاجية . حيث أن اللوحات تدعم طبقات الموصل النحاسية. في الأجهزة الإلكترونية، هي جزء لا يتجزأ من مكونات نشطة صغيرة وحساسة مصنوعة من البلاستيك الإيبوكسي أو الزجاج أو طلاء السيراميك .
في المكونات الإلكترونية الدقيقة مثل الترانزستورات، مادة السيليكون هي عادة موصل بسبب المنشطات، ولكن يمكن بسهولة أن تتحول بشكل تلقائي إلى عازل جيد بواسطة تطبيق الحرارة والأكسجين . السليكون المتأكسد هو الكوارتز , مثل ثاني أكسيد السليكون المكون الأساسي للزجاج .
في أنظمة الجهد العالي التي تحتوي على محولات ومكثفات , فإن زيت العازل السائل هو الطريقة التقليدية لمنع حدوث قوس كهربائي . حيث يستبدل الهواء بالزيت في الأماكن التي تحتوي على جهد كهربائي عالي بدون حدوث كسر. ومن المواد الأخرى المستخدمة في عزل الجهد العالي خزف أو الأسلاك الزجاجية , الغاز , الفراغ والأسلاك البسيطة التي توضع بعيدا بما فيه الكفاية لاستخدام عزل الهواء .

## عوازل نقل الطاقة الكهربائية

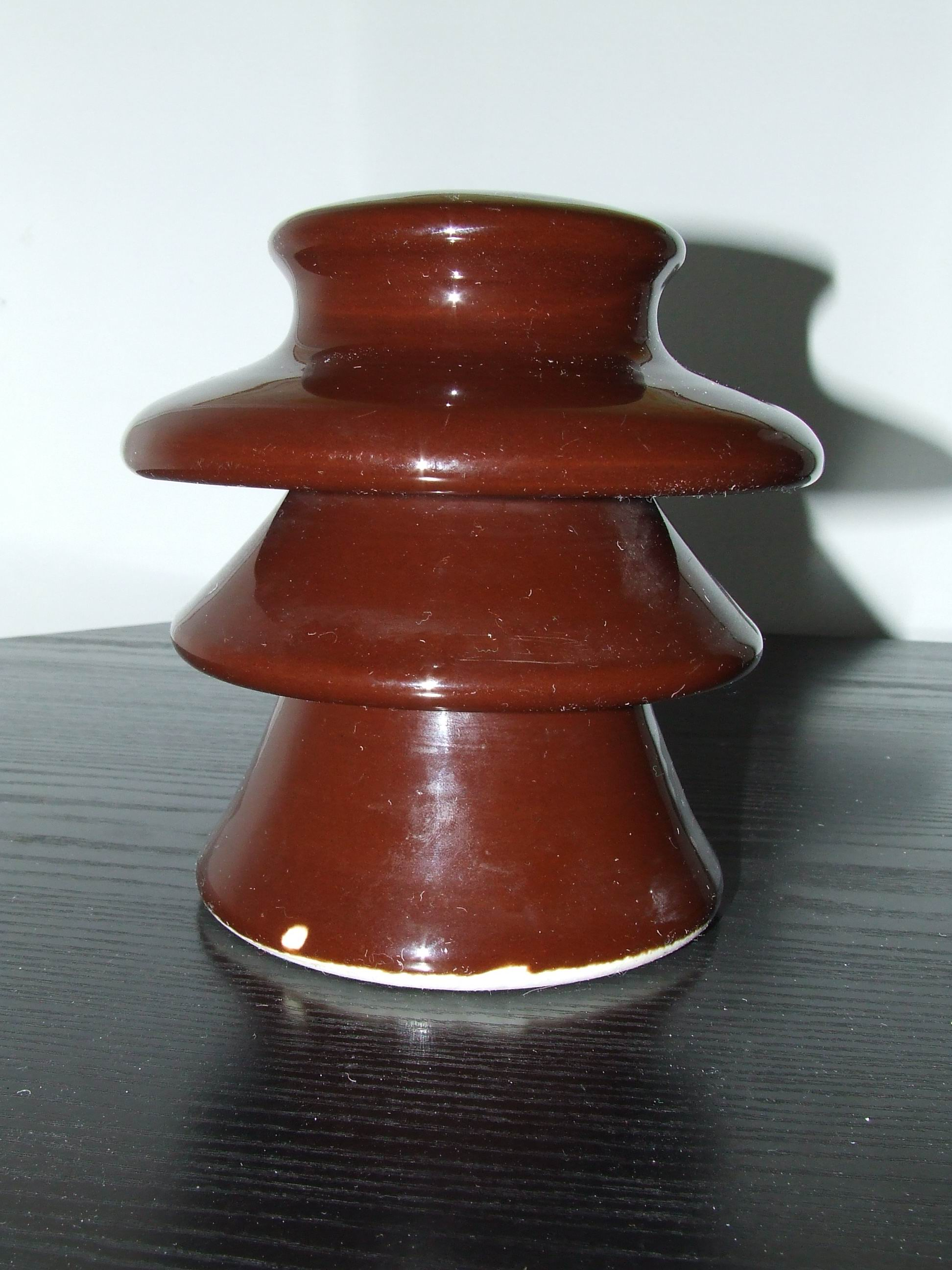
عازل سيراميكي جهده 10 كيلو فولت, والشكل يوضح المظلة

الموصلات المستخدمة في الخطوط الجوية لنقل الطاقة الكهربائية ذات الجهد العالي تكون عارية , ومعزولة بواسطة الهواء المحيط بها. والموصلات ذات الجهود المنخفضة المستخدمة في التوزيع قد يكون لها بعض العزل ولكن غالبا ما تكون عارية أيضا. تسمى أجزاء دعم العزل بالعوازل وتكون مطلوبة في النقاط التي يتم دعمها من قبل أعمدة الكهرباء أو أبراج نقل الطاقة الكهربائية .والعوازل تكون مطلوبة أيضا عند دخول الخطوط لمبنى أو جهاز كهربائي، مثل المحولات أو قاطع التيار، لعزل السلك. وتسمى هذه الموصلات ذات العوازل بالجلبة الكهربائية .

## المادة

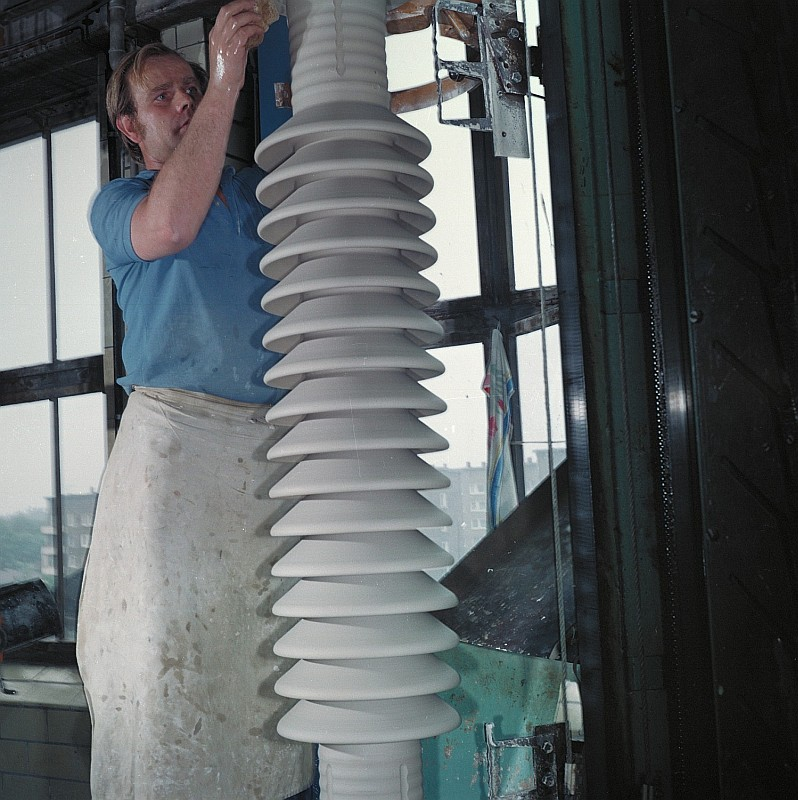
جلبة سيراميكية عالية الجهد أثناء التصنيع قبل عمل الزجاج

العوازل المستخدمة في خطوط نقل الطاقة الكهربائية ذات الجهد العالي تصنع من الزجاج , بورسلين أو مادة مؤلفة . العوازل المصنوعة من البورسلين تصنع من الطين ، الكوارتز أو الألومينا والفلسبار , ويتم تغطيتهم بالزجاج الناعم للحماية من الماء . العوازل المصنوعة من البورسلين تكون غنية بالألومينا والتي لها قوة ميكانيكية عالية. البورسلين لديه قوة عازلة حوالي 4-10 كيلو فولت / مم. الزجاج لديه قوة عزل أعلى، ولكن لأنه يجذب التكثيف والأشكال غير النظامية سميكة اللازمة للعوازل من الصعب استخدامها دون مشاكلها الداخلية. بعض الشركات المصنعة للعوازل توقفت عن صناعة العوازل الزجاجية في أواخر 1960، وتحولت إلى صناعة المواد الخزفية.
مؤخرا، بدأت بعض شركات الكهرباء التحويل إلى مواد البوليمر المركب لبعض أنواع العوازل. وعادة ما تتألف هذه من قضيب مركزي مصنوع من ألياف البلاستيك المقوى ووصلة خارجية مصنوعة من مطاط السيليكون أو مطاط الإيثيلين بروبيلين ( EPDM ) . العوازل المركبة هي أقل تكلفة، أخف وزنا، ولها قدرة ممتازة. هذا المزيج يجعل منها مثالية للخدمة في المناطق الملوثة. ومع ذلك، هذه المواد لا تملك حتى الآن العمر الافتراضي على المدى الطويل على عكس الزجاج والبورسلين .

## التصميم
الكسر الكهربائي لموصل بسبب تعرضه لجهد عالي يمكن أن يحدث بأحد طريقتين:
- قوس ثقب كهربائي هو كسر و انهيار لمادة العازل , مما يسبب في حدوث القوس الكهربائي من خلال المناطق الداخلية للعازل . الحرارة الناتجة عن القوس غالبا تسبب أضرار للعازل لا يمكن إصلاحها. الجهد المبذول هو الجهد على العازل ( عند تركيبه بطريقة صحيحة ) والذي يتسبب بحدوث قوس ثقب كهربائي .
- قوس الوميض العابر هو حدوث كسر و توصيل للهواء المحيط بالعازل , ويتسبب بحدوث قوس كهربائي خارج العازل .ويكونوا مصممين عادة لتحمل الضرر الناتج. جهد الوميض هو الجهد الذي يتسبب بحدوث قوس وميضي عابر .

تصمم العوازل عالية الجهد بحيث يكون لها جهد وميضي منخفض، بحيث تضئ قبل حدوث القوس وبالتالي يتم تجنب الضرر.
الأوساخ، التلوث ، الملح ، وخاصة المياه على سطح عازل الجهد العالي يمكن أن تخلق مسار موصل عبرها، مما يتسبب في تسرب التيارات . يمكن تخفيض الجهد الوميضي بنسبة 50 % عندما يكون العازل مبلل. تتشكل عوازل الجهد العالي المستخدمة في الهواءالطلق لتحقيق أقصى قدر من طول مسار التسرب على طول السطح من نهاية واحدة إلى أخرى، ويدعى طول الزحف، للحد من تشرب هذه التيارات . ولتحقيق ذلك يتم تعديل السطح إلى سلسلة من التموجات أو الأشكال ذات الأقراص متحدة المركز. عادة ما تتضمن هذه واحدة أو أكثر من الأسقف التي تعمل كحماية للأجزاء الخارجية للعازل حتى لا يتبلل. والحد الأدنى للمسافة تكون 20 – 25 مم / كيلو فولت , ولكن يجب أن تزداد عند التعرض لتلوث مرتفع أو المناطق البحرية ذات الملوحة العالية.

## أنواع العوازل

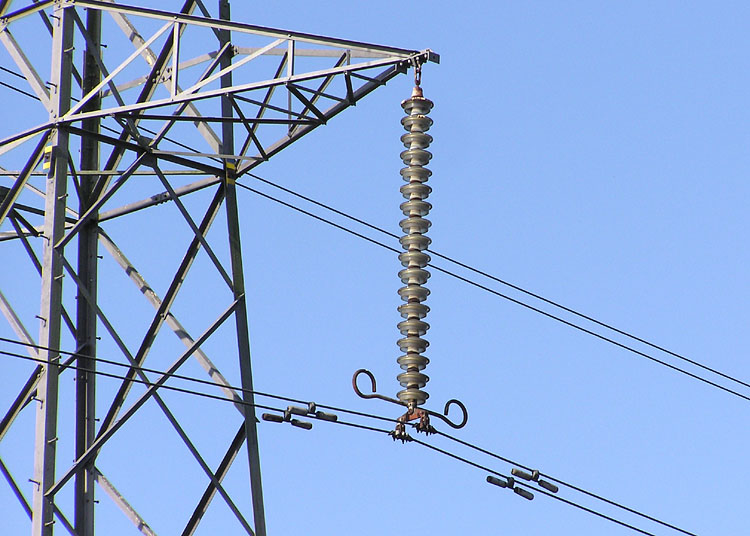
عازل مسماري موضوع في شكل رأسي ومعلق على خط جهده 275 كيلو فولت

هذه هي الأنواع الشائعة للعوازل :

### العوازل المسمارية
إن تصميم هذا النوع من العوازل لتثبيت موصلات الخط قديم جدا وهو عبارة عن قطعتين من العازل ومسمار التسرب على سطح العازل , ولزيادة طول مسار التسرب يتم عمل مظلة (تجويف) أمطار واحدة أو اثنين أو ثلاثة بالعازل .
تتم قلوظة العازل المسماري ويتم ربطه بواسطة مسامير من الحديد المجلفن، تزداد سمك المادة المطلوبة لأغراض العزل عند الجهد العالي ,ولذلك نستخدم أجزاء متعددة من من العازل المسماري عند الجهود العالية باستخدام الأسمنت البورتلاندي .

### عوازل التعليق
مع زيادة الجهد يصبح العازل المسماري ثقيلا ومعقدا في التركيب وتزداد تكلفته وايضا يكون تغيير القطع التالفة مكلفا جدا، لذلك العازل المسماري غير اقتصادي للجهود العالية . فعند الجهود العالية نستخدم عوازل التعليق ويربط عدد منها على التوالي برابط معدني لتكوين سلسلة وتعلق موصلات الخط الكهربائي في نهاية سلسلة العوازل .

### عوازل الإجهاد

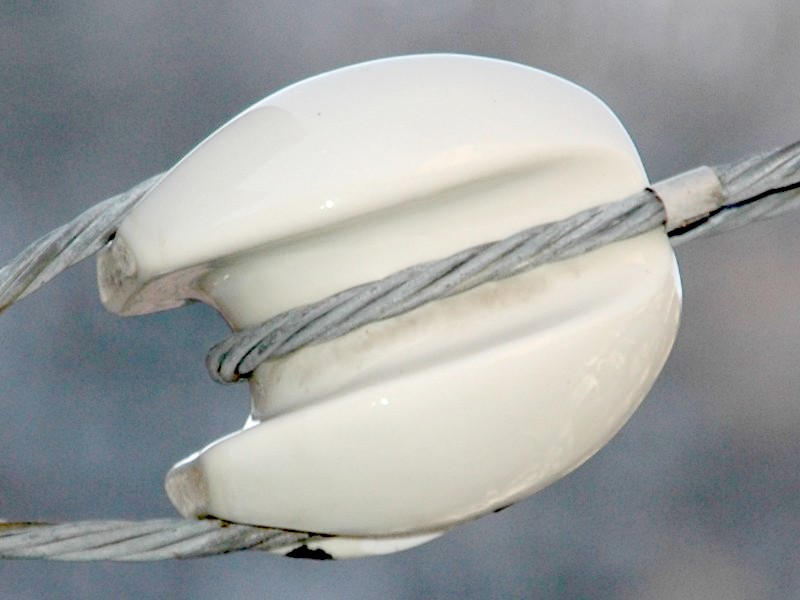
عازل إجهاد على شكل بيضة

عند طرف نهاية الخطوط الكهربائية أو وجود دورانات للخط أو منحنى حاد للخط الكهربائي أو عبور الخط الكهربائي لنهر ما أو ما شابه، يتعرض الخط لإجهاد ميكانيكي عالي جدا. ففى الجهود المنخفضة يمكن استخدام عوازل القيد أو البكرة أما في خطوط الجهد العالي فنستخدم عوازل الإجهاد والتي تتكون من عوازل تعليق وهي عبارة عن خطين أو تلاتة من عوازل التعليق متوازيين و مرتبطين ببعضهما.

### عوازل الدعم
في الجهود المنخفضة , تعزل شدات الأسلاك عن الأرض على ارتفاع أكبر من 13 مترا عن الأرض , ويسمي العازل المستخدم في سلك الشد عازل الدعم من البورسلين ويصمم بحيث أنه في حالة انهيار العازل لا يسقط سلك التثبيت على الأرض .

### عازل نفاذ
تمكن أحد أو عدة موصلات من المرور خلال قسم مثل جدار أو دبابة ، و يتم عزل الموصلات بواسطته.

### عوازل البكرة والعقد
تستخدم عادة في خطوط التوزيع الكهربائية ذات الجهود المنخفضة وتستخدم مثل هذه العوازل في الوضع الأفقي أو الوضع الرأسي وتثبت الموصلات الكهربائية للخط الكهربائي في تجويف العازل بمساعدة سلك ناعم مرن.